# Exzenterpresse
Exzenterpressen sind mechanisch angetriebene, weggebundene Pressmaschinen, die für Schneid-Stanzarbeiten und Präge-Biegearbeiten mit kleinen Presswegen eingesetzt werden.
Im Allgemeinen wird zwischen Einständerpressen, Doppelständerpressen und Zweiständerpressen unterschieden. Man unterscheidet außerdem zwischen:
- Pressen mit festem Hubweg
- Pressen, bei denen der Hubweg durch die Nutzung zweier zueinander verstellbarer Exzenter einstellbar ist

Des Weiteren kann differenziert werden zwischen steifen Pressen mit großer Federsteife C des Presskörpers und weichen Pressen mit geringer Federsteife.

## Pressvorgang
Ein Elektromotor versetzt das Schwungrad über einen Riementrieb in Rotation. Das Schwungrad treibt über ein kleines Zahnrad das große Zahnrad der Kupplungsglocke an, die drehbar auf der Exzenterwelle gelagert ist.
Um die Fahrbewegung in Gang zu setzen, drückt die innere Kupplungsglocke gegen die mit Reibklötzen bestückte Kupplungslamelle, die auf der Exzenterwelle verkeilt ist. Gleichzeitig wird die durch Federkraft angezogene Bremse mit Hilfe eines Kolbenrings geöffnet.

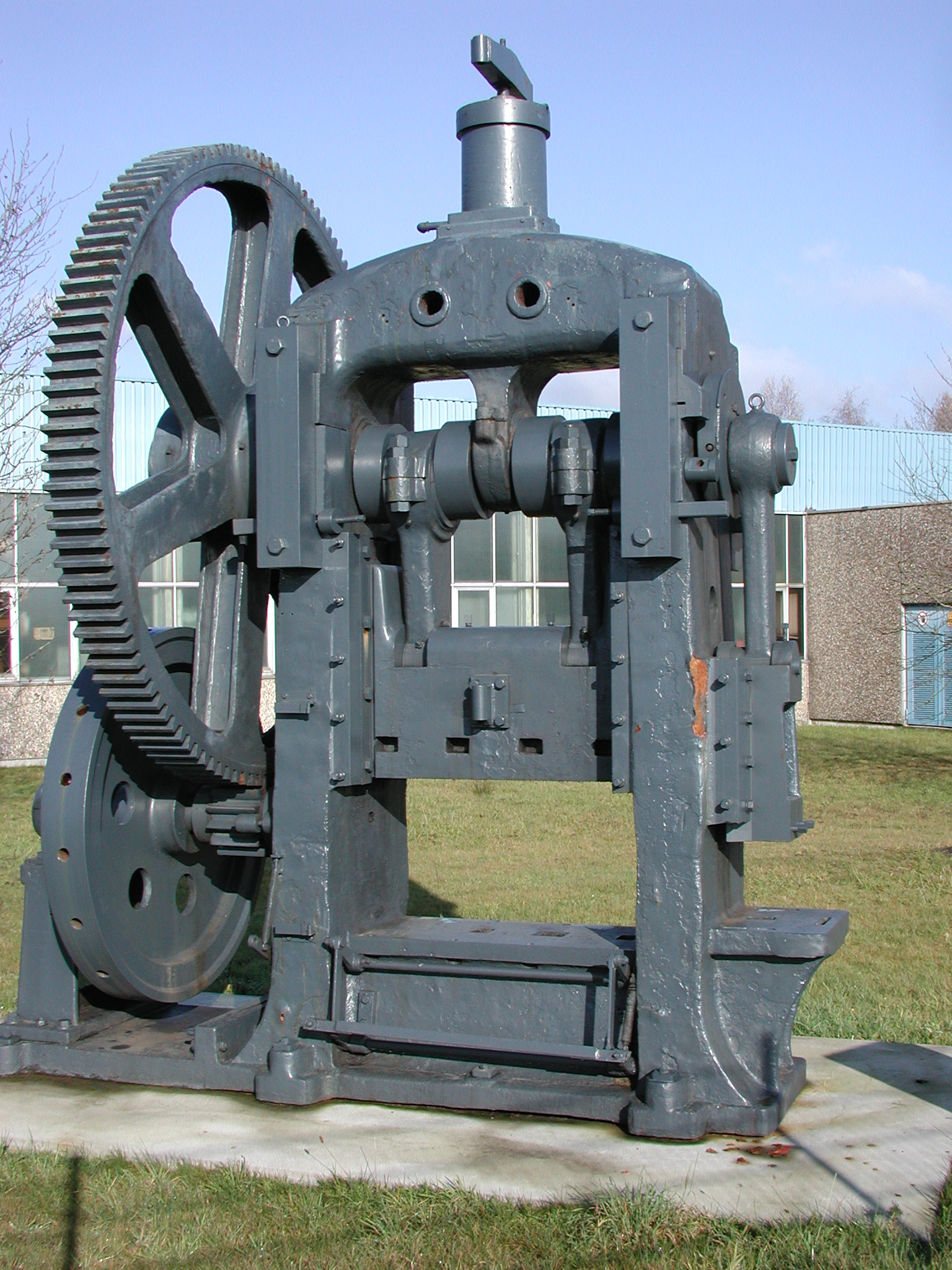
Exzenterpresse in Remscheid – Museumsstück

Die auf dem Exzenter gelagerten Pleuel drücken mit Hilfe von Halbschalen auf den Stößel. Die Ausgleichzylinder des Stößelgewichtsausgleichs, die auf der Presse sitzen, helfen dem Stößel beim Auffahren, da die Kupplung bei ca. 270° gelöst wird. Die Bremse wird mit einer zeitlichen Verzögerung von 150 ms wieder geschlossen.
Die elektrische Steuerung der Exzenterpresse bestimmt ihr Einsatzgebiet. Einlegearbeiten dürfen laut Berufsgenossenschaftsvorschriften (UVV, BGV) nur an sogenannten „sicheren“ Pressen durchgeführt werden. Unter Einlegearbeiten versteht man den Eingriff ins Werkzeug, um das Rohteil bzw. Fertigteil zu entnehmen.

## Sicherheit beim Pressen
Für eine sichere Steuerung sind nötig:
- OT (obere Totpunkt-Kontrolle)

Eine technische Schutzeinrichtung, entweder als
- Zwei-Hand-Steuerung mit Gleichzeitigkeitsüberwachung und Schützkontrolle

oder als
- berührungslos wirkende Schutzeinrichtung (Sicherheitslichtvorhang) Typ 4 nach EN 61496-1 mit entsprechender Einbindung in der Steuerung.

oder als
- sicheres Werkzeug: Das Werkzeug ist so ausgeführt, dass keine Gefahrstellen erreicht werden können. Öffnungen oder Spalten, durch die Werkstücke zugeführt werden, sind daher so gestaltet, dass keine Körperteile (Finger) die Gefahrstellen berühren können.
- Bewegliche trennende Schutzeinrichtung mit Verriegelung oder Verriegelung mit Zuhaltung
- Wellenbruchsicherung
- Stillstandsüberwachung
- Bremsüberwachung

Alle Exzenterpressen sollten jährlich einer UVV-Prüfung unterzogen werden. Hier werden die mechanischen Bestandteile und die elektrische Steuerung auf ihre einwandfreie Funktion überprüft (siehe Betriebssicherheitsverordnung und Berufsgenossenschaftliche Information BGI 724).

## Kupplungen und Bremsen
Eine weitere Aufteilung findet man bei den Kupplungen und Bremsen. Häufig kommen sogenannte Kupplungs-Brems-Kombinationen zum Einsatz.

### Kupplungsvarianten
Es gibt kraftschlüssige und formschlüssige Kupplungen. Die kraftschlüssige Kupplung ist meistens mit einem Reibbelag ähnlich einer Autokupplung mit Lamellen versehen. Über diese Lamellen wird dann die Antriebskraft des Schwungrades übertragen. Die Kupplungsscheibe ist meist elektropneumatisch oder elektrohydraulisch betätigt und federbelastet. Bei der formschlüssigen Kupplung wird z. B. eine konische Form in ein Gegenstück gepresst und somit die Kraft übertragen. Heutzutage werden ausschließlich die kraftschlüssigen Kupplungen verwendet, da die formschlüssige Variante hohe Sicherheitsrisiken birgt und daher nach den Unfallverhütungsvorschriften (in Deutschland sind die Berufsgenossenschaften zuständig) nicht zulässig ist. Eine einmal ausgelöste Abwärtsbewegung kann mit einer formschlüssigen Kupplung nicht mehr gestoppt werden. Die noch im Einsatz befindlichen formschlüssigen Kupplungen unterliegen dem Bestandschutz und dürfen weiterhin betrieben werden, allerdings ausschließlich mit „sicheren“ Werkzeugen, bei denen der Gefahrenbereich nicht zugänglich ist.

### Bremsvarianten
Wie bereits oben beschrieben werden Kupplungs- und Bremsbelag als Kombination ausgeführt. So kann entweder gekuppelt oder gebremst werden. Sollte im Fehlerfalle die Energiezufuhr zum Kupplungsventil abreißen, drücken die Federn (daher federbelastet) die Kombination sofort in Ruheposition zurück, also den Bremsbelag in die Bremsschale. Die Maschine stoppt ohne nennenswerte Verzögerung.
Pressensicherheitsventil (PSV):
Um eine Abwärtsbewegung zu ermöglichen, benötigt man ein Hydraulik- oder Druckluftventil, welches die Kupplung betätigt und die Bremse löst. Bei Exzenterpressen sind sogenannte Pressensicherheitsventile vorgeschrieben, die vielfach auch als Zwillingsventil bezeichnet werden. Ein Defekt des PSV kann nicht zum Auslösen der Abwärtsbewegung führen.